# Edgewood (comtat d'Allegheny)
Edgewood és una població del Comtat d'Allegheny (Pennsilvània) als Estats Units d'Amèrica. Segons el cens dels Estats Units del 2000 tenia 3.311 habitants.

## Demografia
Segons el cens del 2000, Edgewood tenia 3.311 habitants, 1.639 habitatges, i 824 famílies. La densitat de població era de 2.166,8 habitants per quilòmetre quadrat.
Dels 1.639 habitatges en un 19,5% hi vivien nens de menys de 18 anys, en un 39,3% hi vivien parelles casades, en un 8,4% dones solteres, i en un 49,7% no eren unitats familiars. En el 40,4% dels habitatges hi vivien persones soles el 9,9% de les quals corresponia a persones de 65 anys o més que vivien soles. El nombre mitjà de persones vivint en cada habitatge era d'1,99 i el nombre mitjà de persones que vivien en cada família era de 2,75.
Per edats la població es repartia de la següent manera: un 17,4% tenia menys de 18 anys, un 7,1% entre 18 i 24, un 34,6% entre 25 i 44, un 27% de 45 a 60 i un 13,9% 65 anys o més.
L'edat mediana era de 40 anys. Per cada 100 dones de 18 o més anys hi havia 81,1 homes.
La renda mediana per habitatge era de 52.153 $ i la renda mediana per família de 68.281 $. Els homes tenien una renda mediana de 47.292 $ mentre que les dones 38.950 $. La renda per capita de la població era de 39.188 $. Entorn de l'1,8% de les famílies i el 4,8% de la població estaven per davall del llindar de pobresa.

## Personatges il·lustres
- Frances Arnold (1956 -). Bioquímica. Premi Nobel de Química de l'any 2018.